# Comitatul Sumter, Alabama
Comitatul Sumter (în engleză Sumter County) este un comitat din statul Alabama, Statele Unite ale Americii.

## Demografie
|  | Graficele sunt indisponibile din cauza unor probleme tehnice. Mai multe informații se găsesc la Phabricator și la wiki-ul MediaWiki. |

Date: Wikidata - grafică realizată de Wikipedia

== Note ==
1. ↑  
   "ACES Winston County Office" (links/history),
   Alabama Cooperative Extension System (ACES), 2007, webpage: 
   ACES-Sumter.